# Listopad 2021

## 30 listopada
- Barbados przestał być monarchią i został republiką parlamentarną. Sandra Mason została zaprzysiężona na pierwszego prezydenta kraju[1].
- Rozpoczął funkcjonowanie nowy rząd Szwecji, na którego czele stanęła premier Magdalena Andersson[2].

## 29 listopada
- Prezes i twórca serwisu Twitter Jack Dorsey ustąpił ze stanowiska dyrektora generalnego (CEO). Jego następcą został Parag Agrawal, dotychczasowy dyrektor ds. technologii[3].
- Naukowcy z Narodowego Autonomicznego Uniwersytetu Meksyku odkryli w jadzie skorpiona z rodzaju Diplocentrus dwie nowe cząsteczki antybiotyku, które mogą mieć właściwości powstrzymywania kilku różnych rodzajów szkodliwych bakterii i komórek nowotworowych[4].

## 28 listopada
- Xiomara Castro zwyciężyła w wyborach prezydenckich w Hondurasie[5].
- Trzęsienie ziemi o magnitudzie 7,5 nawiedziło środkowe Peru. Epicentrum wstrząsu miało miejsce około 40 km od miasta Barranca na wybrzeżu Oceanu Spokojnego, z kolei hipocentrum znajdowało się na głębokości 100 km. Wstrząsy były odczuwalne w oddalonej o około 200 km stolicy Peru, Limie. Zostało uszkodzonych 200 domów, z czego 75 zostało zniszczonych; nie było doniesień o ofiarach. Prezydent Pedro Castillo zarządził rozmieszczenie pomocy i nadzorował obszar drogą powietrzną[6][7].
- W wieku 79 lat zmarł Sir Frank Williams, brytyjski inżynier, założyciel i szef zespołu Williams F1[8].

## 27 listopada
- Trzy osoby zginęły w Wielkiej Brytanii, gdy sztorm Arwen uderzył w Wyspy Brytyjskie. W Szkocji i północno-wschodniej Anglii donoszono o powszechnych zniszczeniach i zakłóceniach w podróży. 100 tys. ludzi zostało pozbawionych prądu[9][10].

## 26 listopada
- Katastrofa drogowa w Meksyku. W wyniku rozbicia się autokaru na autostradzie w San José del Rincón w Meksyku, zginęło 19 osób, a 32 inne zostały ranne[11].

## 25 listopada
- W wyniku pożaru w kopalni węgla kamiennego w Gramoteinie w obwodzie kemerowskim w Rosji zginęło 51 osób, a 76 zostało rannych. Wśród ofiar znalazło się pięciu ratowników, którzy zginęli podczas akcji poszukiwawczo–ratowniczej[12][13].
- Co najmniej 35 osób zginęło podczas ośmiodniowej walki w wyniku sporu o grabież wielbłądów między pasterzami w Jebel Moon, Darfur, Sudan. Podpalono również 16 wiosek i tysiące domów[14].
- Na czele nowego rządu Rumunii stanął Nicolae Ciucă[15].

## 24 listopada
- Z bazy Vandenberg w Kalifornii wystartowała misja DART, będąca pierwszą w historii próbą zmiany kursu asteroidy w ramach rozwijanego przez NASA programu obrony planetarnej. Sonda NASA ma uderzyć w satelitę asteroidy Didymos, Dimorfos, zmieniając jego kurs o ułamek procenta[16].
- Rękopis spisany w latach 1913–1914 przez Alberta Einsteina i jego współpracownika Michele Besso został sprzedany przez paryski dom aukcyjny Christie’s za 11 mln euro, co stanowi rekordową kwotę za dokument naukowy z autografem. Rękopis zawierał próby sformułowania teorii względności przez Alberta Einsteina[17].

## 23 listopada
- Co najmniej 46 osób zginęło, a siedem zostało rannych, gdy autobus przewożący turystów z Macedonii Północnej wracających ze Stambułu rozbił się i zapalił w pobliżu Bosnek w Bułgarii[18].
- Po 150 latach 13 artefaktów z bitwy pod Magdalą zostało zwróconych Etiopii przez Wielką Brytanię[19].

## 22 listopada
- Uzbrojeni bandyci otworzyli ogień do posterunku bezpieczeństwa w Sanmatenga w Burkinie Faso, zabijając 10 cywilów i dziewięciu żandarmów; jedna osoba została ranna[20].

## 21 listopada
- W drugiej turze wyborów prezydenckich w Bułgarii zwyciężył dotychczasowy prezydent Rumen Radew[21].
- W pierwszej turze wyborów prezydenckich w Chile zwyciężył José Antonio Kast. Drugie miejsce zajął Gabriel Borić[22].
- Niemiec Alexander Zverev zwyciężył w rywalizacji singlistów podczas kończącego męskie rozgrywki najwyższej rangi turnieju ATP Finals[23].

## 20 listopada
- Co najmniej 17 osób zginęło, a kilkadziesiąt zostało uznanych za zaginione po ulewnych deszczach na południu Indii[24].

## 17 listopada
- Zamach stanu w Sudanie (2021): Żołnierze otworzyli ogień do cywilów w Chartumie w Sudanie, protestujących przeciwko zamachowi stanu z zeszłego miesiąca. Zginęło 14 osób, a dziesiątki innych zostało rannych. Tym samym całkowita liczba ofiar cywilnych zabitych podczas protestów wzrosła do 38[25].
- Liczba ofiar śmiertelnych w wyniku ataku na posterunek wojskowy w Inata w prowincji Soum w Burkinie Faso wzrosła do 53, w tym 49 żandarmów i czterech cywilów[26].
- Hiszpanka Garbiñe Muguruza zwyciężyła w rywalizacji singlistek podczas kończącego kobiece rozgrywki najwyższej rangi turnieju WTA Finals[27].

## 16 listopada
- 15 ormiańskich żołnierzy zostało zabitych, a 12 wzięto do niewoli przez Azerbejdżańskie Siły Zbrojne podczas starć na granicy, zanim uzgodniono zawieszenie broni o godzinie 19:00 czasu lokalnego[28].
- Ogłoszono odkrycie kolejnego księżyca Saturna o nazwie S/2019 S 1, co zwiększa całkowitą liczbę znanych księżyców do 83. Odkrycie dokonane zostało przez Edwarda Ashtona, Bretta J. Gladmana, Jean-Marca Petita i Mike’a Alexandersena na podstawie obserwacji przeprowadzonych między 1 lipca 2019 a 14 czerwca 2021 roku. S/2019 S 1 ma około 5 km średnicy[29].

## 15 listopada
- Liczba ofiar śmiertelnych masowej strzelaniny na posterunku wojskowym w pobliżu kopalni złota w miejscowości Inata w prowincji Soum w Burkinie Faso wzrosła do 32, w tym 28 żandarmów i czterech cywilów[30].
- Rosja przeprowadziła test, w ramach którego pociskiem antysatelitarnym wystrzelonym z Ziemi zniszczyła nieaktywnego satelitę Kosmos 1408. W wyniku testu na orbicie powstała rozległa chmura odłamków, zagrażająca satelitom i Międzynarodowej Stacji Kosmicznej[31].

## 14 listopada
- Uzbrojeni bandyci otworzyli ogień do posterunku wojskowego w pobliżu kopalni złota w Inata w prowincji Soum w Burkinie Faso, zabijając co najmniej 19 żandarmów i jednego cywila[32].
- Dwa silne trzęsienia ziemi dotknęły południe Iranu nieopodal portowego miasta Bandar-e Abbas w prowincji Hormozgan. Pierwsze trzęsienie nastąpiło o 15.37 czasu lokalnego i miało magnitudę 6,5, a drugie o magnitudzie 6,3 miało miejsce 1,5 min później. Hipocentrum znajdowało się na głębokości 10 km. W wyniku trzęsienia zginęła co najmniej jedna osoba, jedna została ranna, a wielu mieszkańców musiało opuścić domy[33][34].

## 13 listopada
- Zmarł brytyjski pisarz Wilbur Smith, autor powieści przygodowych, sprzedanych w ponad 140 mln egzemplarzy[35].

## 11 listopada
- 25 osób na Sri Lance i 16 w Indiach zginęło w wyniku powodzi, które dotknęły w ostatnich dniach oba kraje[36].
- Z okazji Narodowego Święta Niepodległości Prezydent RP Andrzej Duda odznaczył Orderem Orła Białego: Leszka Długosza, Joannę Dudę-Gwiazdę, ks. Stanisława Małkowskiego i Jana Polkowskiego[37].
- W Warszawie przeszedł Marsz Niepodległości w którym według szacunków mogło uczestniczyć do 150 tys. osób[38].

## 10 listopada
- Na konferencji COP26 24 kraje i wielu wiodących producentów samochodów, w tym Ford, Mercedes-Benz i Volvo, zgodziło się na wycofanie nowych samochodów z silnikami benzynowymi i wysokoprężnymi do 2030 roku oraz zakończenie sprzedaży pojazdów napędzanych paliwami kopalnymi do 2040 roku[39].
- Komisja Europejska odrzuciła apelację Alphabet Inc., spółki macierzystej Google, w sprawie grzywny w wysokości 2,4 miliarda euro (2,8 miliarda dolarów) nałożonej na korporację w 2017 roku za nieuczciwe kierowanie użytkowników do własnych usług zakupowych[40][41].
- Miał miejsce pożar zabytkowego pałacu w Korczewie. W akcji gaśniczej brało udział około 200 strażaków[42].

## 9 listopada
- Liczba ofiar śmiertelnych eksplozji cysterny we Freetown w Sierra Leone, która miała miejsce cztery dni temu, wzrosła do 115 osób[43].
- Francuzka Audrey Azoulay została wybrana na drugą kadencję na stanowisko Dyrektora Generalnego UNESCO[44].

## 8 listopada
- Pożar szkoły w Maradi w Nigrze. W pożarze zginęło 26 dzieci, a 13 zostało rannych[45].
- W wyniku erupcji Cumbre Vieja na kanaryjskiej wyspie La Palma wśród kamieni wyrzuconych przez wulkan naukowcy odnaleźli kamienie półszlachetne, Oliwiny[46].

## 7 listopada
- Katastrofa w kopalni złota w Nigrze.  Doszło do zawalenia się kopalni złota w Dan Issa w regionie Maradi w Nigrze. Podczas katastrofy zginęło co najmniej 18 osób[47].

## 5 listopada
- W stolicy Sierra Leone Freetown doszło do eksplozji cysterny przewożącej paliwo. Zginęło co najmniej 99 osób, a ponad 100 zostało rannych[48][49].
- 15 żołnierzy zginęło podczas ataku napastników na placówkę wojskową w wiosce Anzourou w Nigrze[50].

## 4 listopada
- Liczba ofiar śmiertelnych w wyniku zawalenia się budynku w Ikoyi w Lagos w Nigerii wzrosła do 36 osób[51].

## 3 listopada
- Katastrofa drogowa w Pakistanie.  Autokar spadł do wąwozu w Azad Kaszmir w Pakistanie.  W katastrofie zginęły 22 osoby[52].
- Trzęsienie ziemi o sile 5,7 w skali Richtera w Argentynie. Trzęsienie ziemi nawiedziło argentyńską prowincję Mendoza w pobliżu granicy z Chile o godzinie 00:17 czasu lokalnego. Nie było doniesień o ofiarach, jednak zgłoszono minimalne uszkodzenia budynków[53].

## 2 listopada
- Atak uzbrojonych napastników z Państwa Islamskiego na Wielkiej Saharze (IS-GS) zaatakowali delegację prowadzoną przez burmistrza Banibangou w Nigrze. W ataku uzbrojonych napastników zginęło co najmniej 69 osób. Wśród zabitych jest burmistrz[54].
- Zamach bombowy w Kabulu w Afganistanie. Bomba eksplodowała przy wejściu do Szpitala Wojskowego Daoud Khan w Kabulu w Afganistanie. Po eksplozji nastąpił ostrzał i druga eksplozja. W zamachu zginęło co 25 osób, a ponad 50 innych zostało rannych. Czterech napastników zginęło, a piąty został aresztowany przez talibów[55][56].

## 1 listopada
- Katastrofa budowlana w Nigerii. W wyniku zawalenia się wieżowca budowanego w Ikoyi w Lagos w Nigerii zginęło co najmniej 10 osób, a kilka innych zostało uwięzionych[57].